# 1863 na arte

## Quadros
- Le déjeuner sur l'herbe - de Édouard Manet, encontra-se no Museu de Orsay.
- Olympia - de Édouard Manet.
- The Rocky Mountains, Lander's Peak (em português: As Montanhas Rochosas, Pico Lander) - de Albert Bierstadt

## Nascimentos
| Data            | Nome                 | Profissão                           | Nacionalidade                              | Observações | Ref |
| --------------- | -------------------- | ----------------------------------- | ------------------------------------------ | ----------- | --- |
| 21 de fevereiro | Carlos Reis          | pintor                              | Reino Unido de Portugal, Brasil e Algarves | m. 1940     |     |
| 27 de fevereiro | Joaquín Sorolla      | pintor impressionista               | Espanha                                    | m. 1923     |     |
| 28 de setembro  | Carlos I de Portugal | Rei de Portugal, cientista e pintor | Reino Unido de Portugal, Brasil e Algarves | m. 1908     |     |
| 11 de novembro  | Paul Signac          | pintor                              | França                                     | m. 1935     |     |
| 12 de dezembro  | Edvard Munch         | pintor                              | Reino da Suécia e Noruega                  | m. 1944     |     |

## Mortes
| Data           | Nome                     | Profissão                         | Nacionalidade | Observações | Ref |
| -------------- | ------------------------ | --------------------------------- | ------------- | ----------- | --- |
| 13 de agosto   | Eugène Delacroix         | pintor romântico                  | França        | n. 1798     |     |
| 17 de setembro | Charles Robert Cockerell | arquitecto, arqueólogo e escritor | Reino Unido   | n. 1788     |     |